# تبعید فلسطین (سریال)
التغربة الفلسطنیة ( عربی: التغريبة الفلسطينية  ) یک مجموعه تلویزیونی درام تاریخی سوری است که در سال 2004 یکی از مهمترین آثار نمایشی در مورد آرمان فلسطین به شمار می رود که توسط شرکت "Syrian Art Production International" تولید شده است. این سریال به طور کامل در سوریه فیلمبرداری شده است. این سریال حماسه ای دراماتیک است که حول رنج یک خانواده فقیر فلسطینی در زمان اشغال فلسطین توسط بریتانیا و سپس قتل عام های شبه نظامیان صهیونیست بین دهه 1930 و 1960 می چرخد.

## بازیگران و شخصیت ها
| اسم الممثل     | صورة | وصف |
| -------------- | --- | --- |
| جمال سليمان    | | در نقش احمد شیخ یونس «ابوصالح»، برادر بزرگ خانواده ابواحمد از خانواده فقیر «یونس»، یکی از چهره های با نفوذ و رهبری است که بعداً احمد در انقلاب شرکت می کند و رهبر جناح می شود. احمد شخصیت مرد مبارز و پیشرو و وفادار به روستای خود را مجسم کرد تا به نوبه خود هر مبارز فلسطینی را بیان کند. |
| خالد تاجا      | | در نقش «ابو احمد» شیخ یونس، سرپرست خانواده، کشاورز ساده‌ای که کشاورزی می‌کند، مبارزه می‌کند و بار زندگی و بی‌عدالتی را به دوش می‌کشد. |
| جولييت عواد    | پیوند=https://ar.wikipedia.org/wiki/%D9%85%D9%84%D9%81:No_female_portrait_-_Arabic.svg\|هیچ\|100x100پیکسل\|لا إطار                                             | او در نقش «ام احمد» در خانواده «یونس» تأثیر مهمی در آماده‌سازی شخصیت رهبری احمد دارد. |
| يارا صبري      | پیوند=https://ar.wikipedia.org/wiki/%D9%85%D9%84%D9%81:No_female_portrait_-_Arabic.svg\|هیچ\|100x100پیکسل\|لا إطار                                             | در نقش فتحیه همسر ابوصالح اهل شهرستان است. |
| تيم حسن        | پیوند=https://ar.wikipedia.org/wiki/%D9%85%D9%84%D9%81:%D9%85%D8%B5%D9%86%D8%B9_%D8%A7%D9%84%D8%B5%D9%8A%D8%BAtaim-hassan012~1.jpg\|هیچ\|100x100پیکسل\|لا إطار | در نقش «علی»، شیخ یونس، شخصیت فرهیخته، برای یادگیری به شهر سفر می‌کند و بعداً استاد می‌شود، سپس از آمریکا مدرک دکترا می‌گیرد و راوی داستان سریال است. |
| نادين سلامة    | پیوند=https://ar.wikipedia.org/wiki/%D9%85%D9%84%D9%81:Nadine_Salameh.jpg\|هیچ\|145x145پیکسل\|لا إطار                                                          | در نقش «خضرا» شیخ یونس، تنها خواهر خانواده، شوهرش پس از به دنیا آمدن رشدی در انقلاب به شهادت رسید. سپس ازدواج می کند و از دست دادن پسرش رشدی در جنگ رنج می برد. |
| باسل خياط      | پیوند=https://ar.wikipedia.org/wiki/%D9%85%D9%84%D9%81:Basel_Khayat.jpg\|هیچ\|181x181پیکسل\|لا إطار                                                            | در نقش «حسن»، شیخ یونس، جوانی تکان‌دهنده، تحصیلات خود را مانند برادرش علی به پایان نرساند و بعد به همراه برادر بزرگترش احمد به انقلاب پیوست. |
| نسرين طافش     | | حسن در نقش جمیله، دختر فقیر روستا، عاشق او شده و قصد ازدواج با او را دارد، اما این اتفاق نمی افتد، زیرا یکی از بستگانش او را می کشد. |
| قيس الشيخ نجيب | پیوند=https://ar.wikipedia.org/wiki/%D9%85%D9%84%D9%81:Qays_Sheikh.jpg\|هیچ\|134x134پیکسل\|لا إطار                                                             | در نقش صلاح، پسر ارشد خانواده «ابوصالح» که در قاهره پزشکی می‌خواند. |
| مكسيم خليل     | پیوند=https://ar.wikipedia.org/wiki/%D9%85%D9%84%D9%81:%D9%85%D9%83%D8%B3%D9%8A%D9%85_%D8%AE%D9%84%D9%8A%D9%84.jpg\|هیچ\|127x127پیکسل\|لا إطار                 | در نقش اکرم السویدی، پزشک شهر و فعال سیاسی که بعداً ترور می شود. |
| أدهم مرشد      | پیوند=https://ar.wikipedia.org/wiki/%D9%85%D9%84%D9%81:No_male_portrait_-_Arabic.svg\|هیچ\|100x100پیکسل\|لا إطار                                               | او در نقش سعید از سختی زندگی رنج می برد و به مهاجرت متوسل می شود اما در راه می میرد. |
| أناهيد فياض    | پیوند=https://ar.wikipedia.org/wiki/%D9%85%D9%84%D9%81:Anaheed_Fayadh.jpg\|هیچ\|127x127پیکسل\|لا إطار                                                          | در نقش صبحية. |
| نسرين فندي     | پیوند=https://ar.wikipedia.org/wiki/%D9%85%D9%84%D9%81:No_female_portrait_-_Arabic.svg\|هیچ\|100x100پیکسل\|لا إطار                                             | در نقش عائشة. |
| ميرنا شلفون    | پیوند=https://ar.wikipedia.org/wiki/%D9%85%D9%84%D9%81:No_female_portrait_-_Arabic.svg\|هیچ\|100x100پیکسل\|لا إطار                                             | در نقش سلمه السویدی، همسر علی و دختر اکرم. |
| رامي حنا       | پیوند=https://ar.wikipedia.org/wiki/%D9%85%D9%84%D9%81:%D8%B1%D8%A7%D9%85%D9%8A_%D8%AD%D9%86%D8%A7.jpg\|هیچ\|100x100پیکسل\|لا إطار                             | در نقش مسعود. برادر دوم از خاندان ابواحمد. |

## جوایز
خالد تاجا برنده جایزه بهترین بازیگر نقش دوم مرد برای بازی در فیلم التغربه الفلسطنیه در جشنواره رادیو و تلویزیون قاهره، 2005.

## لینک های خارجی
- تبعید فلسطین در بانک اطلاعات اینترنتی فیلم‌ها (IMDb)
- Al-Taghreba al-Falastenya on Elcinema.
- The series on YouTube